# Kayla Moleschi
Kayla Moleschi (25 de outubro de 1990) é uma ruguebolista de sevens canadense, medalhista olímpica.

## Carreira
Kayla Moleschi integrou o elenco da Seleção Canadense Feminina de Rugby Sevens medalha de bronze na Rio 2016.